# Calorada de juliol de 1994
La calorada de juliol de 1994 va ser l'onada de calor més important de la dècada del 1990 i la més important des de la calorada de juliol de 1982. La Catalunya Central, principalment el Bages i el Berguedà, fou la zona que més va patir els catastròfics incendis forestals, cremant gairebé 45.000 ha, i on van assolir-se els valors màxims de temperatura a Catalunya.
L'onada de calor va començar els últims dies del mes de juny, arribant al seu punt àlgid entre el 3 i el 5 de juliol. Va afectar tot Catalunya, però va ser especialment intensa a les Terres de Ponent, la Catalunya Central, la zona prelitoral i les valls prepirinenques del Pallars Jussà i l'Alt Urgell. En aquestes zones els termòmetres es van disparar per damunt dels 40 °C, valor poc freqüent a Catalunya i al qual no s'hi arriba cada estiu. El 4 de juliol de 1994 van registrar-se 43,0 °C a Montblanc i Esparreguera, i 42,5 °C a Manresa i Piera. Fins i tot a zones elevades del Pirineu les temperatures van assolir valors molt alts, com els 25 °C de l'1 de juliol a la cota 2.041 m de l'estació d'esquí de Boí-Taüll.
Una nova calorada menys intensa que la primera va tornar a afectar tot Catalunya a mitjans de mes amb màximes un altre cop de 40 °C als punts més càlids del país, però afectant especialment aquesta vegada a les comarques del nord-est i de la Costa Central, on les brises marines havien frenat la temperatura durant la primera calorada del mes. En aquests indrets es va assolir, aleshores, la temperatura màxima absoluta d'aquell mes.
Durant aquells dies de juliol de 1994 una bombolla d'aire molt càlid d'origen saharià va afectar gran part de la península Ibèrica i la zona sud-occidental d'Europa amb temperatures a 850 hPa que van arribar als 30 °C sobre la vertical d'Andalusia, 25 °C a la Vall de l'Ebre, 22 °C als Pirineus i 20 °C als Alps entre el 3 i 4 de juliol de 1994. L'entrada d'aquesta massa tan càlida es va veure afavorida per un flux de vent meridional a tots els nivells provocat per una important dorsal a 500 hPa centrada sobre el mar d'Alboran i que s'allargassava fins a Escandinàvia. En els següents mapes es mostren les reanàlisis del 20CRP (NCAR-NCEP, EUA) per al 03/07/1994 a les 18 UTC dels camps d'alçada geopotencial i temperatura a 500 hPa (imatge superior) i a 850 hPa (imatge central), així com els camps de pressió al nivell del mar en superfície i de temperatura a 2 m (imatge inferior).
Les dues calorades del mes de juliol de 1994 van comportar una important anomalia tèrmica a 850 hPa a la península Ibèrica i gran part d'Europa, així com una important anomalia positiva de l'alçada geopotencial a 850 hPa sobre Escandinàvia. Es van assolir valors mensuals de temperatura a 850 hPa superiors a 3,5 °C respecte a la mitjana climàtica del període 1948-2013, sobre la vertical del País Valencià i les Terres de l'Ebre; i superiors als 4 °C al nord d'Alemanya. El camp mitjà de l'alçada geopotencial a 500 hPa també mostra un clar domini en la circulació de vents de component sud a l'Europa Occidental, afavorint-se així l'entrada d'aire càlid procedent del Sàhara cap a la península Ibèrica i l'Europa Occidental durant gran part del mes. Aquesta configuració és molt diferent a la predominant durant el mes de juliol a tota l'Europa Occidental, amb una circulació de vents de component majoritàriament de l'oest.
L'hivern i la primavera de 1994 havien estat molt secs a gran part del país. Les precipitacions acumulades es trobaven clarament per sota de la mitjana climàtica, sobretot les corresponents a la primavera (al Berguedà i Bages havia plogut la meitat del que és habitual). Per tant, a principis de l'estiu de 1994 els boscos de Catalunya estaven en una situació d'important estrès hídric. La temperatura tant elevada que es va registrar a l'interior del país a conseqüència de la gran onada de calor, juntament amb la baixa humitat a causa del vent ressec del sud d'intensitat moderada que va bufar aquells dies, van facilitar que es produïssin els devastadors incendis forestals de Catalunya de 1994.